# Oratorium
Oratorium – wielka forma muzyczna wokalno-instrumentalna, wykonywana początkowo w kościele, a obecnie zazwyczaj na estradzie koncertowej.
W wykonaniach oratorium biorą udział śpiewacy-soliści, chór i orkiestra. Epickie fragmenty recytuje narrator (testo, historicus), czasem rolę tę przejmuje chór. Oratorium zbliżone jest do opery, lecz pozbawione jest akcji scenicznej, a jego tematyka najczęściej jest religijna: kompozytorzy katoliccy zazwyczaj wybierali tematy z życia świętych, natomiast w krajach protestanckich treścią librett oratoriów zazwyczaj były motywy biblijne. U schyłku XVIII w. pojawiać zaczęły się też tematy świeckie, choć należą one do rzadkości. Szczególnym gatunkiem oratorium jest pasja – forma przedstawiająca mękę Chrystusa i wydarzenia ją poprzedzające.

## Dzieje oratorium
Oratorium wywodzi się ze średniowiecznych dramatów liturgicznych i misteriów związanych z Bożym Narodzeniem i Wielkanocą. W okresie Wielkiego postu Kościół nie zezwalał na wystawianie oper, więc oratoria pozwalały publiczności na słuchanie podobnej muzyki, tyle że z przesłaniem religijnym. Powstanie oratorium datuje się na połowę XVI w. i związane jest z działalnością św. Filipa Nereusza (Filippo Neri), który to w domach modlitwy (oratorio) organizował nabożeństwa połączone z dialogowanym śpiewem pochwalnych pieśni religijnych (laudes). Początkowo oratoria były jednogłosowe, następnie motetowe.
W niemieckich krajach protestanckich dominowała pasja – szczególna odmiana oratorium, mniej dramatyczna i niepoddająca się wpływom opery.
Następnie do oratorium włączone zostały elementy kantaty i opery, jednak bez akcji scenicznej, charakteryzacji, kostiumów i scenografii.
Najwybitniejszym kompozytorem oratoryjnym był Georg Friedrich Händel. Za najwspanialsze jego dzieło uchodzi oratorium Mesjasz (zawiera trzy części i 52 ogniwa), skomponowane w 1742. Zawiera ono słynne Alleluja.
Inne oratoria Händla również odznaczają się wybitnymi walorami artystycznymi: Saul, Baltazar, Izrael w Egipcie, Samson, Juda Machabeusz, Jefta.
Oratoria dzieli się na:
- religijne;
- świeckie (mniej liczne) – w językach narodowych o tematyce mitologicznej, baśniowej i historycznej;
- oratoria latino – w języku łacińskim;
- oratoria volgare – w językach narodowych.

## Ważniejsze oratoria
- Johann Sebastian Bach: Oratorium na Boże Narodzenie (1734), Oratorium na Wielkanoc (1725), Oratorium na Zielone Świątki, Oratorium na Wniebowstąpienie Pańskie;
- Ludwig van Beethoven: Chrystus na Górze Oliwnej op. 85 (1803);
- Hector Berlioz: L’Enfance du Christ (Dzieciństwo Chrystusa, 1854);
- Marc-Antoine Charpentier: Oratorium na Boże Narodzenie;
- Georg Friedrich Händel: Izrael w Egipcie (1739); Mesjasz (1741), Samson (1743), Juda Machabeusz (1747);
- Joseph Haydn: Stworzenie świata (1798); Pory roku (1801);
- Ferenc Liszt: Św. Elżbieta; Chrystus (1866);
- Felix Mendelssohn: Paulus (Święty Paweł, 1836), Elijah (Eliasz, 1846);
- Edward Elgar: The Dream of Gerontius (1900);
- Arnold Schönberg: Die Jakobsleiter (Drabina Jakubowa, niedokończone);
- Igor Strawinski: „opera-oratorium” Oedipus Rex (Król Edyp, 1927);
- Arthur Honegger: Joanna d’Arc na stosie (1938);
- Dmitrij Szostakowicz: Pieśń o lasach (1948).

## Oratorium w Polsce
Za pierwsze oratorium skomponowane przez polskiego kompozytora uważane jest Audite mortales Bartłomieja Pękiela, powstałe w połowie XVII w. Pod koniec XVIII w. oratorium stało się gatunkiem dość popularnym, pisał je m.in. Jan Dawid Holland. W XIX w. oratoria komponował m.in. Józef Elsner (pasja Męka Chrystusa Pana). Europejską popularność zyskało oratorium Quo vadis na podstawie powieści Henryka Sienkiewicza, skomponowane w 1907 przez Feliksa Nowowiejskiego i wielokrotnie wykonywane w wielu krajach, w tym w Watykanie.
W połowie XX wieku oratorium przeżyło pewną popularność; w czasach stalinowskich powstawały oratoria socrealistyczne. Po 1956 roku ich tematyka bywała już różnorodna: np. Odys płaczący (1962) T. Szeligowskiego, Dies irae K. Pendereckiego (1962), poświęcone ofiarom Auschwitz, które po premierze wzbudziło wielkie kontrowersje właśnie z powodu tematyki. K. Penderecki jest autorem największej ilości utworów zaliczanych do tego gatunku. Największą popularność wśród nich zyskała Pasja według św. Łukasza (1966). Do gatunku oratorium zaliczany bywa też utwór na głosy i orkiestrę Siedem bram Jerozolimy (1996).
Również poza Polską powstawały oratoria polskich kompozytorów. Aleksander Tansman skomponował Isaïe le prophète (Prorok Izajasz; 1950), Krzysztof Meyer Schöpfung (Stworzenie; 1999).

## Oratorium w kulturze masowej
Oratorium – obok opery czy symfonii stanowiące jeden z gatunków muzyki poważnej, przeniknęło, przynajmniej w nazwie, do kultury masowej. Przykładami prób przeniesienia oratorium na grunt muzyki rozrywkowej są:
- Mikis Theodorakis: Axion Esti (Godzien jest), tekst Odyseas Elitis;
- Mikis Theodorakis: Canto General (Pieśń powszechna), tekst: Pablo Neruda;
- Mikis Theodorakis: Pneumatiko emvatirio, tekst: Angelos Sikelianos;
- Paul McCartney: Liverpool Oratorio;
- Jan Kanty Pawluśkiewicz: Nieszpory ludźmierskie;
- Zbigniew Książek, Bartłomiej Gliniak: Siedem Pieśni Marii, Listy z Placu Zgody, Oratorium Kalwaryjskie.

Pierwsze polskie awangardowe oratorium „Terrarium” powstało na przełomie 2011/2012 r. Autorami są Jarosław Pijarowski i Józef Skrzek. Premiera odbyła się 30.06.2012 w Kościele św. Andrzeja Boboli w Bydgoszczy. Materiał muzyczny z tego wydarzenia został opublikowany na płycie Terrarium – Live in Bydgoszcz.